# Cupa României
Cupa României, oficiálním názvem podle sponzora Cupa României Timișoreana je pohárová vyřazovací soutěž v rumunském fotbale (rumunský fotbalový pohár). Hraje se od roku 1933.
Aktuálním vítězem ze sezóny 2015/16 je CFR Kluž.

## Přehled vítězů
Zdroj:
- 1933/34 FC Ripensia Temešvár
- 1934/35 CFR București
- 1935/36 FC Ripensia Temešvár
- 1936/37 FC Rapid București
- 1937/38 FC Rapid București
- 1938/39 FC Rapid București
- 1939/40 FC Rapid București
- 1940/41 FC Rapid București
- 1941/42 FC Rapid București
- 1942/43 CFR Turnu Severin
- 1943/44 nedohráno kvůli událostem II. světové války
- 1944/45 nehrálo se
- 1945/46 nehrálo se
- 1946/47 nehrálo se
- 1947/48 IT Arad
- 1948/49 CSCA București
- 1950 CCA București
- 1951 CCA București
- 1952 CCA București
- 1953 Flamura roșie Arad
- 1954 Metalul Reșița
- 1955 CCA București
- 1955/56 Progresul Oradea
- 1956/57 nehrálo se
- 1957/58 Știința Timișoara
- 1958/59 FC Dinamo București
- 1959/60 FC Progresul București
- 1960/61 AFC Arieșul Turda
- 1961/62 FC Steaua București
- 1962/63 FC Petrolul Ploiești
- 1963/64 FC Dinamo București
- 1964/65 Știința Cluj
- 1965/66 FC Steaua București
- 1966/67 FC Steaua București
- 1967/68 FC Dinamo București
- 1968/69 FC Steaua București
- 1969/70 FC Steaua București
- 1970/71 FC Steaua București
- 1971/72 FC Rapid București
- 1972/73 Chimia Râmnicu Vâlcea
- 1973/74 CS Jiul Petroșani
- 1974/75 FC Rapid București
- 1975/76 FC Steaua București
- 1976/77 FC Universitatea Craiova
- 1977/78 FC Universitatea Craiova
- 1978/79 FC Steaua București
- 1979/80 FC Politehnica Timișoara
- 1980/81 FC Universitatea Craiova
- 1981/82 FC Dinamo București
- 1982/83 FC Universitatea Craiova
- 1983/84 FC Dinamo București
- 1984/85 FC Steaua București
- 1985/86 FC Dinamo București
- 1986/87 FC Steaua București
- 1987/88 FC Steaua București[pozn. 1]
- 1988/89 FC Steaua București
- 1989/90 FC Dinamo București
- 1990/91 FC Universitatea Craiova
- 1991/92 FC Steaua București
- 1992/93 FC Universitatea Craiova
- 1993/94 ACF Gloria Bistrița
- 1994/95 FC Petrolul Ploiești
- 1995/96 FC Steaua București
- 1996/97 FC Steaua București
- 1997/98 FC Rapid București
- 1998/99 FC Steaua București
- 1999/00 FC Dinamo București
- 2000/01 FC Dinamo București
- 2001/02 FC Rapid București
- 2002/03 FC Dinamo București
- 2003/04 FC Dinamo București
- 2004/05 FC Dinamo București
- 2005/06 FC Rapid București
- 2006/07 FC Rapid București
- 2007/08 CFR Kluž
- 2008/09 CFR Kluž
- 2009/10 CFR Kluž
- 2010/11 FC Steaua București
- 2011/12 FC Dinamo București
- 2012/13 FC Petrolul Ploiești
- 2013/14 FC Astra Giurgiu
- 2014/15 FC Steaua București
- 2015/16 CFR Kluž
- 2016/17 FC Voluntari
- 2017/18 FC U Craiova 1948
- 2018/19 FC Viitorul Konstanca
- 2019/20 FC Steaua București
- 2020/21 FC U Craiova 1948
- 2021/22 Sepsi OSK Sfântu Gheorghe
- 2022/23 Sepsi OSK Sfântu Gheorghe
- 2023/24 FC Corvinul Hunedoara

Pozn.:
- FC Steaua București dříve pod názvy CSCA București a CCA București
- FC UTA Arad dříve pod názvy Flamura roșie Arad a UT Arad
- FC Rapid București dříve pod názvem CFR București
- FC Politehnica Timișoara dříve pod názvem Știința Timișoara
- FC Universitatea Cluj dříve pod názvem Știința Cluj